# 龎守文
龐守文（？—？），山西冀寧路榆次縣人，明朝政治人物，舉人出身。

## 生平
洪武三年（1370年）庚戌科山西鄉試舉人。後任刑部主事。